# Космос (город, Миннесота)
Космос (англ. Cosmos) — город в округе Микер, штат Миннесота, США. На площади 2,9 км² (2,9 км² — суша, водоёмов нет), согласно переписи 2002 года, проживают 582 человека. Плотность населения составляет 200,5 чел./км².
- Телефонный код города — 320
- Почтовый индекс — 56228
- FIPS-код города — 27-13420[1]
- GNIS-идентификатор — 0641518[2]